# Weduweverbranding

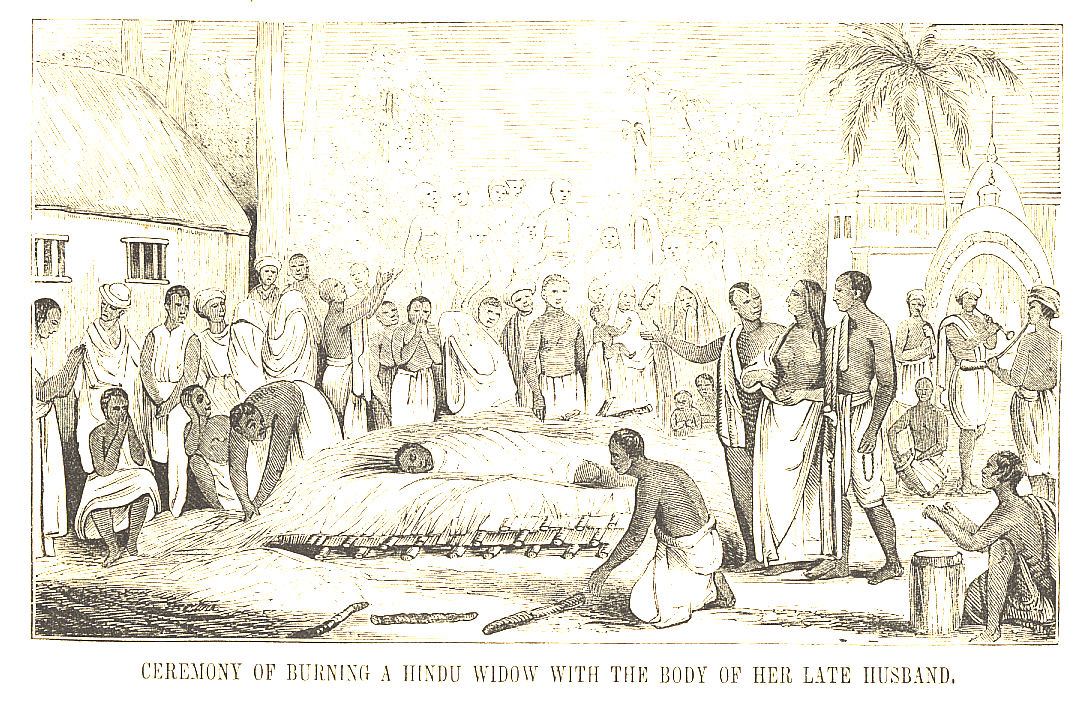
Ceremonie van het verbranden van een hindoe-weduwe met het lichaam van haar overleden echtgenoot, afkomstig van Pictorial History of China and India, 1851

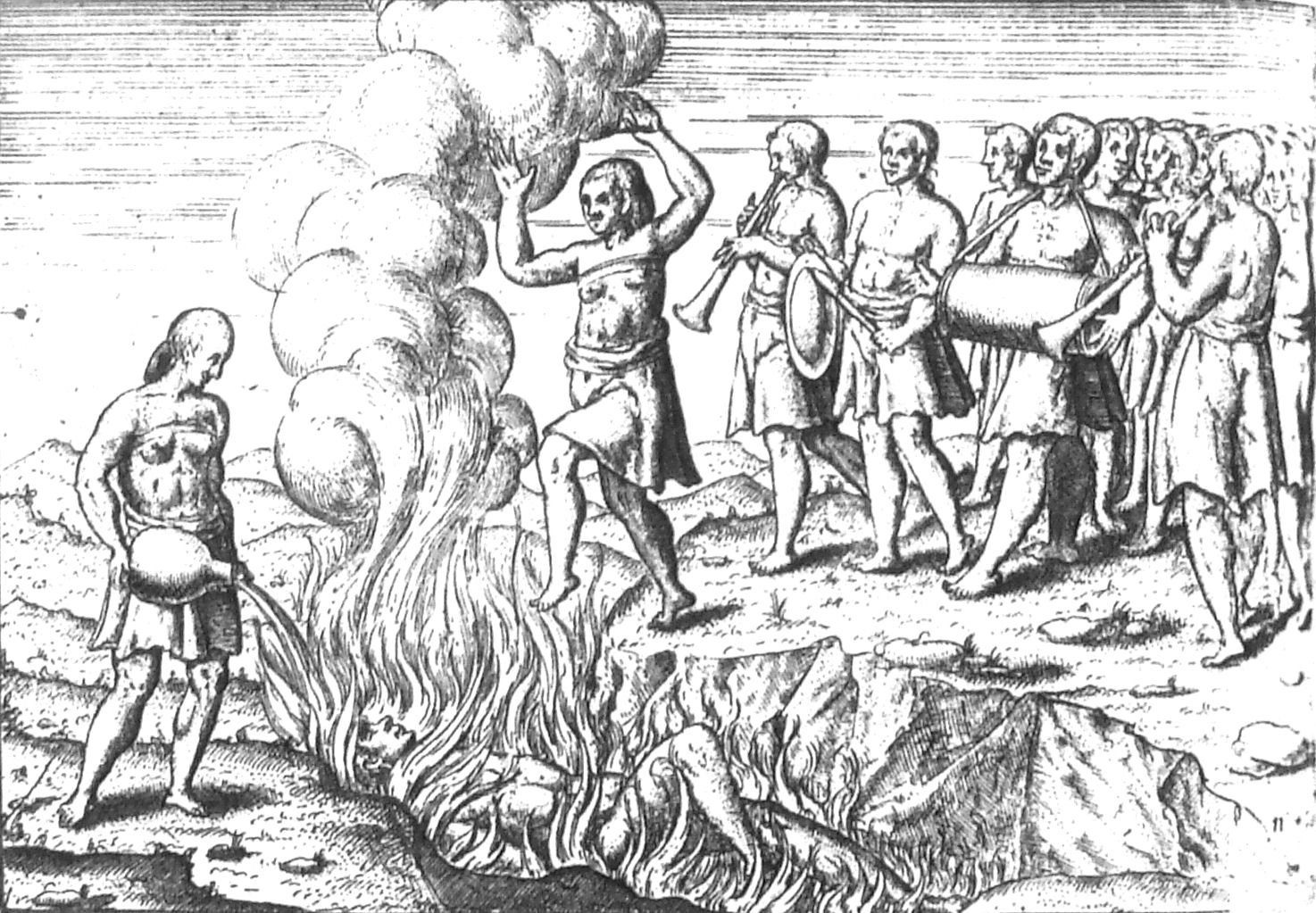
Sati op Bali, 1597

Weduweverbranding was een in India, Nepal en Indonesië voorkomende praktijk waarbij een weduwe, samen met het lichaam van haar overleden echtgenoot werd verbrand om hem te vergezellen naar het hiernamaals. De praktijk (mesatya) was beperkt tot bepaalde gemeenschappen. In India werd het destijds sati genoemd, in het Engels vaak ook als suttee geschreven. De betekenis van dit woord is deugdzame vrouw.
Een andere benaming van het ritueel dat ook voorkwam op het indisch subcontinent was Jauhar, ook geschreven als Jowhar of Juhar. Onder hindoe Rajputs was zelfverbranding van vrouwen een gebruik als de man omkwam in de strijd, waarbij vrouwen hun kinderen zichzelf na de strijd massaal doodden om gevangenneming, slavernij en verkrachting door Turks-Perzische Islamitische veroveraars te voorkomen.
De praktijk sati werd altijd verondersteld op vrijwilligheid te berusten. Er werd echter vaak zware morele druk op de weduwe uitgeoefend om hierin toe te stemmen. Een deugdzame vrouw behoorde het niet te begeren haar echtgenoot te overleven.
Nooit was het zo dat alle weduwen hieraan werden onderworpen. Ook in de periode dat ze algemeen in zwang was, vanaf de vroege middeleeuwen tot in de 19e eeuw, werd waarschijnlijk zelden veel meer dan een procent van de weduwen gedood. Het percentage kon aanzienlijk hoger zijn bij vrouwen van hoge kaste.
Onder Company rule werd sati aanvankelijk gedoogd door de Britten en deden zich in de Bengalen honderden gevallen per jaar voor, maar een alliantie van evangelisten en utilitaristen slaagde erin om het in 1829 als misdrijf te doen aanmerken. Een sleutelfiguur in deze campagne was de zendeling William Carey. Het verbod was een manifestatie van de Britse beschavingsmissie die zich lotsverbetering tot doel stelde, maar de impuls kwam ook vanuit India zelf, met name van de lokale leider Ram Mohan Roy. In het niet-koloniale Nepal werd weduweverbranding pas in 1920 illegaal.
In 1903 kreeg het Nederlandse koloniale bestuur op het eiland Bali te maken met weduweverbranding bij de dood van de vader van de Radjah van het vorstendom. In Bali was deze praktijk gangbaar onder de hoogste kasten en werd door het bestuur na de expeditie naar Bali (1906-1908) verboden. In Nepal werd sati verboden in 1920.
In 1987 nam India een preventiewet aan na de weduweverbranding van de achttienjarige Roop Kanwar. In 2006 werd een nieuw geval van sati gemeld in de Indiase deelstaat Madhya Pradesh.

## Trivia
- In het boek De reis om de wereld in tachtig dagen van de Franse schrijver Jules Verne werd  de jonge Indiase weduwe Aouda van de brandstapel gered door de hoofdpersoon Phileas Fogg.